# ژیان‌مرغ بیشه گلورگه‌ای
ژیان‌مرغ بیشه گلورگه‌ای (نام علمی: Miotheretes striaticollis) گونه‌ای از پرندگان تیرهٔ ژیان‌مرغان است.
در آرژانتین، بولیوی، کلمبیا، اکوادور، پرو و ونزوئلا یافت می‌شود. زیستگاه‌های طبیعی آن جنگل‌های کوهستانی نمناک نیمه‌گرمسیری یا گرمسیری، بوته‌زارهای نیمه‌گرمسیری یا گرمسیری با ارتفاع بالا و جنگل‌های پیشین به شدت دگرگون‌شده است.